# 山本弘明
山本 弘明（やまもと ひろあき、1991年4月12日 - ）は、広島県福山市出身の元サッカー選手。ポジションはフォワード。

## 来歴
2014年7月1日から8月4日に行われたモンテネグロトライアルに参加し、モンテネグロ2部リーグのFKイガロ1929と契約した。
2015年にFKイバルに移籍。
2016年8月に1部リーグのFKロヴチェンに移籍。
2017年に足の怪我の影響もあり引退。

## 所属クラブ
- 網引サッカークラブ
- サンフレッチェびんごフットボールクラブ
- 滝川二高
- 立正大学
- 2014年 SPERIO城北
- 2014年 - 2015年  FKイガロ1929
- 2015年 - 2016年  FKイバル
- 2016年 - 2017年  FKロヴチェン